# Goetheanum
Goetheanum, bygget 1924-1928, (opkaldt efter Johann Wolfgang von Goethe) er en monumental bygning med scene i Dornach, Schweiz. Den er designet af åndsforskeren,   okkultisten, skaberen af den esoteriske filosofi Antroposofien Rudolf Steiner. Bygningen bruges til forskellige arrangementer og koncerter, teaterforestillinger og eurytmiopvisninger.  Antroposofisk Selskab har også sin internationale ledelse der, og der foregår næsten konstant kurser og konferencer med antroposofien som grundlag. 
Dette er det andet Goetheanum, der åbnede i 1928, tre år efter Steiners død. Det første Goetheanum blev påbegyndt i 1913 og blev fuldstændig ødelagt af en brand, da den var næsten færdig, den 31. december 1922. Årsagen til branden er omdiskuteret, da det blandt Rudolf Steiners tilhængere hævdes, at nazister stod bag, mens andre mener, at branden skyldtes en fejl i elinstallationerne.